# Braves Bologna
I Braves Bologna sono una squadra di football americano fondata a Bologna nel 2000 come Neptunes Bologna ed organizzata dalla società A.f.t. Neptunes A.s.d.. Hanno disputato campionati in III Divisione (ex CIF9) fino al 2013. Nel 2011 nasce la squadra di Football Femminile e la giovanile U19. Nel 2014 approdano alla seconda divisione e nell'anno successivo iniziano una collaborazione durata due anni (2015-2016) con i Doves Bologna in cui la squadra ha giocato col nome Seahawks Bologna, nel 2017 sono tornati indipendenti col nome definitivo di Braves. Nel 2021 I Braves sono tornati in III Divisione.
Attualmente militano nel campionato di Seconda Divisione e nel CIFAF, il campionato italiano di football americano femminile in cui collaborano con le Aquile Ferrara con il nome Underdogs.

## Storia
La nascita della società avviene per volontà di alcune vecchie glorie bolognesi e qualche nuova leva con la passione per il football americano. 
Altra stagione vincente nel 2011, con Bob Ladson promosso al ruolo di head coach: per i Neptunes la regular season si chiude con 4 vittorie e 2 sconfitte, (entrambe per mano delle Aquile Ferrara), record che vale l'accesso alla wild card per i playoff. Il cammino dei gialloblù s'interrompe però in casa dei Blue Storms Gorla Minore, vincitori 10-0. Altra perfect season l'anno dopo: i Neptunes dominano la loro division battendo due volte Jockers Pesaro, Hurricanes Vicenza e Knights Persiceto, quindi superano agevolmente i Cavaliers Castelfranco Veneto nel primo turno di playoff, per poi cedere in casa nella semifinale di conference agli Skorpions Varese. Salutato coach Ladson, nel 2013 i 'Tunes ripartono da Toni Mangiafico, ma il profondo rinnovamento di roster e playbook non dà i risultati sperati, e la squadra termina la stagione senza nemmeno un successo.

## Stagione 2013/2014
Per la prima volta nella loro storia nella stagione 2013/2014 i Neptunes decidono di prendere parte a un torneo di football a 11. È il campionato di Seconda Divisione targato LENAF, che vede i 'Tunes ai nastri di partenza inseriti nella Division C con Angels Pesaro, Titans Romagna e Hogs Reggio Emilia. La squadra è affidata a coach Michael Vessio, originario di New York, e l'esordio, il 2 marzo al centro sportivo "Dozza" di Bologna è contro gli Angels, che si impongono 20-7. Nella seconda giornata di campionato i Neptunes fanno visita ai Titans Romagna, che si impongono 33-16 nonostante il tentativo di rimonta dei gialloblù, che lottano fino alla fine senza però riuscire ad avvicinarsi ai più esperti avversari. Non vanno meglio le cose nel terzo turno, quando i Neptunes perdono senza attenuanti in casa contro gli Hogs Reggio Emilia, che si impongono con un netto 36-0. Nella quarta settimana i 'Tunes fanno visita agli Angels Pesaro, e pur disputando una buona partita non riescono a imporsi, venendo sconfitti 13-3 dai padroni di casa. Quinta partita, e quinta sconfitta, in casa contro i Titans Romagna, che si impongono a Bologna 20-0 dopo un primo tempo terminato sullo 0-0. Non vanno meglio le cose a Scandiano, quando i gialloblù affrontano gli Hogs Reggio Emilia: il match si chiude 26-0 per i padroni di casa. La tanto attesa vittoria non arriva nemmeno negli incontri interdivisionali che chiudono la regular season: a Mirano, contro gli Islanders Venezia, i 'Tunes a ranghi ridotti lottano fino in fondo ma perdono 19-8, mentre contro gli Sharks Palermo la sconfitta arriva al tempo supplementare (27-21 il finale).

## Femminile

### Storia
Fondata il 14 febbraio 2011, la sezione femminile dei Neptunes ha preso parte nel 2013 al primo CIFAF, il campionato italiano di football americano femminile.
Nate da un'idea di Luca Venturi, ex giocatore gialloblù, dopo due anni di allenamenti e incontri non ufficiali, le Lady Neptunes sono scese in campo sotto la guida di coach Claudio "Klide" Biavati, terminando la stagione col record di una vittoria e tre sconfitte. Dopo esser state battute dalle Black Marines Ferrara/Roma, dalle Furie Cernusco sul Naviglio e dalle Lobsters Pescara, le gialloblù hanno conquistato in casa la loro prima storica vittoria, superando 27-6 le Tempeste&Sirene Busto Arsizio/Milano.
Lo stesso giorno hanno onorato la memoria di Erika Lazzari, la loro giocatrice prematuramente scomparsa il 22 febbraio 2013, ritirando ufficialmente la maglia a lei appartenuta, la numero 32.

### Stagione 2013/2014
Sempre guidate da coach Biavati, le Lady Neptunes fanno il loro esordio ufficiale nel primo Memorial Lazzari, bowl dedicato al runningback Erika Lazzari, affrontando al centro sportivo "Dozza" di Bologna le Red Rogues di Sarzana. Netta la vittoria per le ragazze gialloblù, che si impongono 37-6 grazie a due touchdown di Giada Zocca, due di Beatrice Coppini e una segnatura a testa per Carlotta Giovannini e Silvia Petrucci.
Per la stagione 2014 le Lady Neptunes prenderanno parte alla seconda edizione del CIFAF. Inserite nella South Division, affronteranno Marines Lazio e Lobsters Pescara. L'esordio in campionato è dei migliori: sul campo di casa le Lady 'Tunes superano 23-0 le Marines Lazio grazie a due touchdown di Giada Zocca, un touchdown di Laura Landi, tre extra-point ricevuti da Carlotta Giovannini e una safety messa a segno dalla difesa. Nel secondo incontro di regular season le ragazze di coach Biavati si impongono in casa delle campionesse d'Italia delle Lobsters Pescara 26-12: i tre touchdown e la safety segnati da Giada Zocca e l'intercetto riportato in end zone da parte di Iara Zanna valgono il primo posto nella South Division e l'accesso alle semifinali del campionato.
Nella semifinale le Neptunes affrontano al Mike Wyatt Field di Ferrara le Sirene Milano: sotto due volte nel punteggio, pareggiano la prima volta con una corsa di Laura Landi e nell'ultimo quarto con una portata di Giada Zocca. I tempi regolamentari si chiudono sul 12-12, e per decidere chi andrà in finale serve l'overtime: le gialloblù segnano sul loro possesso con Giada Zocca e trasformano l'extra point grazie a una ricezione di Elisa Ravaldi, mentre le Sirene non fanno seguire al loro touchdown la trasformazione dell'extra point. Finisce 19-18 per le bolognesi, che accedono così al Rose Bowl Italia.
La finale-scudetto contro le Fenici Ferrara, al Mike Wyatt Field del capoluogo estense, non va però secondo le attese: nonostante l'equilibrio sia durato per oltre tre quarti di gara, a imporsi sono le padrone di casa, vincitrici 32-13. Di Elisa Ravaldi, imbeccata da Laura Zamboni, e Giada Zocca i touchdown delle Neptunes, che chiudono al secondo posto una stagione più che positiva.

### Trofeo Erika Lazzari
In memoria della runningback Erika Lazzari, compagna sin dalla nascita della squadra, è stato istituito dalla FIDAF, nello stesso anno di fondazione del campionato femminile l'omonimo Trofeo Erika Lazzari, destinato alla miglior runningback della stagione.
- 2013 TEL Giorgia Pezza (Furie Cernusco sul Naviglio)
- 2014 TEL Erica Nicola (Sirene Milano)

## Dettaglio Stagioni

### CIFAF
| Stagione | regular season | regular season | regular season | regular season | regular season | regular season | playoff | playoff | playoff | playoff | playoff | playoff     | playoff          |
|          | Vin            | Par            | Per            | Tot            | PF             | PS             | Vin     | Per     | Tot     | PF      | PS      | risultato   | avversaria       |
| -------- | -------------- | -------------- | -------------- | -------------- | -------------- | -------------- | ------- | ------- | ------- | ------- | ------- | ----------- | ---------------- |
| 2013     | 1              | 0              | 3              | 4              | 45             | 76             | -       | -       | -       | -       | -       | -           | -                |
| 2014     | 2              | 0              | 0              | 2              | 49             | 12             | 1       | 1       | 2       | 32      | 50      | Rose Bowl   | Fenici Ferrara   |
| 2015     | 2              | 0              | 1              | 3              | 53             | 15             | 2       | 1       | 3       | 69      | 43      | Rose Bowl   | One Team Verona  |
| 2016     | 4              | 0              | 0              | 4              | 90             | 31             | 0       | 1       | 1       | 18      | 19      | Rose Bowl   | One Team Milano  |
| 2017     | 5              | 0              | 1              | 6              | 184            | 26             | 0       | 1       | 1       | 14      | 34      | Rose Bowl   | One Team Verona  |
| 2018     | 3              | 0              | 1              | 4              | 64             | 19             | 1       | 1       | 2       | 32      | 6       | Rose Bowl   | Sirene Milano    |
| 2019     | 4              | 0              | 0              | 4              | 120            | 40             | 2       | 0       | 2       | 54      | 14      | Campionesse | Apuania Unicorns |
| 2021     | 3              | 0              | 1              | 4              | 66             | 36             | 0       | 1       | 1       | 0       | 16      | Rose Bowl   | Sirene Milano    |
| Totale   | 24             | 0              | 7              | 31             | 671            | 255            | 6       | 6       | 12      | 219     | 182     |             |                  |

Fonte: Enciclopedia del Football - A cura di Roberto Mezzetti

### Seconda Divisione
| Stagione | regular season | regular season | regular season | regular season | regular season | regular season | playoff | playoff | playoff | playoff | playoff | playoff   | playoff                   |
|          | Vin            | Par            | Per            | Tot            | PF             | PS             | Vin     | Per     | Tot     | PF      | PS      | risultato | avversaria                |
| -------- | -------------- | -------------- | -------------- | -------------- | -------------- | -------------- | ------- | ------- | ------- | ------- | ------- | --------- | ------------------------- |
| 2014     | 0              | 0              | 8              | 8              | 55             | 194            | -       | -       | -       | -       | -       | -         | -                         |
| 2015     | 2              | 0              | 6              | 8              | 91             | 145            | -       | -       | -       | -       | -       | -         | -                         |
| 2016     | 4              | 0              | 4              | 8              | 97             | 101            | -       | -       | -       | -       | -       | -         | -                         |
| 2017     | 5              | 0              | 3              | 8              | 201            | 80             | 0       | 1       | 1       | 19      | 80      | Wild Card | Blue Storms Busto Arsizio |
| 2018     | 3              | 0              | 5              | 8              | 88             | 84             | -       | -       | -       | -       | -       | -         | -                         |
| 2019     | 2              | 0              | 6              | 8              | 129            | 167            | -       | -       | -       | -       | -       | -         | -                         |
| Totale   | 16             | 0              | 32             | 48             | 661            | 771            | 0       | 1       | 1       | 19      | 80      |           |                           |

Fonte: Enciclopedia del Football - A cura di Roberto Mezzetti

### Serie B NFLI (secondo livello)
A seguito dell'ingresso di FIDAF nel CONI questo torneo non è considerato ufficiale.
| Stagione | regular season | regular season | regular season | regular season | regular season | regular season | playoff | playoff | playoff | playoff | playoff | playoff   | playoff    |
|          | Vin            | Par            | Per            | Tot            | PF             | PS             | Vin     | Per     | Tot     | PF      | PS      | risultato | avversaria |
| -------- | -------------- | -------------- | -------------- | -------------- | -------------- | -------------- | ------- | ------- | ------- | ------- | ------- | --------- | ---------- |
| 2008     | 0              | 0              | 6              | 6              | 65             | 262            | -       | -       | -       | -       | -       | -         | -          |
| Totale   | 0              | 0              | 6              | 6              | 65             | 262            | -       | -       | -       | -       | -       |           |            |

Fonte: Enciclopedia del Football - A cura di Roberto Mezzetti

### Serie C/NWC/NCC/Serie B (terzo livello)/Arena League/CIF9
| Stagione | regular season | regular season | regular season | regular season | regular season | regular season | playoff | playoff | playoff | playoff | playoff | playoff                  | playoff                  |
|          | Vin            | Par            | Per            | Tot            | PF             | PS             | Vin     | Per     | Tot     | PF      | PS      | risultato                | avversaria               |
| -------- | -------------- | -------------- | -------------- | -------------- | -------------- | -------------- | ------- | ------- | ------- | ------- | ------- | ------------------------ | ------------------------ |
| 2001-02  | ?              | ?              | ?              | ?              | ?              | ?              | 0       | 1       | 1       | 26      | 48      | Fiveman Bowl             | Dragons Brindisi         |
| 2002     | 3              | 0              | 5              | 8              | 211            | 228            | -       | -       | -       | -       | -       | -                        | -                        |
| 2002     | 3              | 0              | 1              | 4              | 67             | 67             | 0       | 1       | 1       | 12      | 64      | Semifinale               | Alligators Bolzano       |
| 2006     | 2              | 0              | 4              | 6              | 74             | 96             | -       | -       | -       | -       | -       | -                        | -                        |
| 2007     | 0              | 0              | 6              | 6              | 78             | 228            | -       | -       | -       | -       | -       | -                        | -                        |
| 2009     | 1              | 0              | 5              | 6              | 69             | 165            | -       | -       | -       | -       | -       | -                        | -                        |
| 2010     | 6              | 0              | 0              | 6              | 200            | 79             | 0       | 1       | 1       | 20      | 42      | Quarti di finale         | Islanders Venezia        |
| 2011     | 4              | 0              | 2              | 6              | 166            | 127            | 0       | 1       | 1       | 0       | 10      | Quarti di conference     | Blue Storms Gorla Minore |
| 2012     | 6              | 0              | 0              | 6              | 201            | 29             | 1       | 1       | 2       | 72      | 49      | Semifinale di conference | Skorpions Varese         |
| 2013     | 0              | 0              | 6              | 6              | 63             | 184            | -       | -       | -       | -       | -       | -                        | -                        |
| 2021     | 1              | 0              | 3              | 4              | 47             | 116            | -       | -       | -       | -       | -       | -                        | -                        |
| Totale   | 26             | 0              | 32             | 58             | 1176           | 1339           | 1       | 5       | 6       | 130     | 213     |                          |                          |

Fonte: Enciclopedia del Football - A cura di Roberto Mezzetti

### Riepilogo fasi finali disputate
| Anno             | Luogo       | Evento                   | Fase del torneo  | Incontro                                    | Risultato |
| 17 febbraio 2002 | Lanciano    | Serie C                  | Fivemen Bowl     | Dragons Brindisi - Neptunes Bologna         | 48 - 26   |
| 7 dicembre 2002  |             | North Central Conference | Semifinale       | Alligators Bolzano - Neptunes Bologna       | 64 - 12   |
| 30 maggio 2010   | Bologna     | CIF9                     | Quarti di finale | Neptunes Bologna - Islanders Venezia        | 20 - 42   |
| 28 maggio 2011   | Castellanza | CIF9                     | Wild Card        | Blue Storms Gorla Minore - Neptunes Bologna | 10 - 0    |
| 17 giugno 2012   | Bologna     | CIF9                     | Quarti di finale | Neptunes Bologna - Skorpions Varese         | 27 - 41   |
| 5 luglio 2014    | Ferrara     | CIFAF                    | Rose Bowl        | Fenici Ferrara - Neptunes Bologna           | 32 - 13   |
| 4 luglio 2015    | Milano      | CIFAF                    | Rose Bowl        | Neptunes Bologna - One Team Verona          | 6 - 43    |
| 30 maggio 2016   | Cesena      | CIFAF                    | Rose Bowl        | Neptunes Bologna - One Team Milano          | 18 - 19   |
| 10 giugno 2017   | Bienate     | Seconda Divisione        | Wild Card        | Blue Storms Busto Arsizio - Braves Bologna  | 20 - 19   |
| 7 luglio 2017    | Vicenza     | CIFAF                    | Rose Bowl        | Underdogs Bologna - One Team Verona         | 14 - 34   |
| 5 gennaio 2019   | Firenze     | CIFAF                    | Rose Bowl        | Sirene Milano - Underdogs Bologna           | 19 - 6    |
| 4 gennaio 2020   | Milano      | CIFAF                    | Rose Bowl        | Underdogs Bologna - Apuania Unicorns        | 32 - 14   |
| 30 gennaio 2022  | Bologna     | CIFAF                    | Rose Bowl        | Sirene Milano - Underdogs Bologna           | 16 - 0    |

## Palmarès
- 1 Rose Bowl Italia (2019)